# 新沂县
新沂县，中华人民共和国旧县名。
唐朝时，其地属宿迁县。抗日战争时期，中共政权在其境设潼阳、宿北二县抗日民主政权。1949年5月，中共政权以宿迁、沭阳、东海、邳县四县边区置新安县。1952年，更名为新沂县，属徐州专区。后属徐州专区。1990年，升为县级新沂市。